# RailWorks
RailWorks é um jogo de Simulação de Trens desenvolvido pela RailSimulator.com. É o sucessor do Rail Simulator, e foi lançado online em 12 de Junho de 2009 e disponível nas lojas a partir de 3 de Julho de 2009.
A versão RailWorks 2 foi lançado no Steam em 24 de Setembro de 2010. Foi lançado também em DVD mais tarde no mesmo ano. Os possuidores do Railworks original tiveram seu jogo automaticamente atualizado para Railworks 2 através do Steam.
O novo RailWorks 3 foi lançado em 23 de Setembro de 2011. Os proprietários do RailWorks 2 tiveram seu jogo automaticamente atualizado para o RailWorks 3 através do Steam. Esta nova versão contém um grande número de melhorias e novas características.
Desde o lançamento do jogo, o Steam foi também utilizado para oferecer rotas adicionais e locomotivas, na forma de DLC. São alguns exemplos a rota ficcional Rascal & Cottonwood desenvolvida pela All Aboard e pacotes das locomotivas LMS Jubilee e GWR 4900.
Em 2022 o Railworks Train Simulator teve uma mudança no nome para Train Simulator Classic em celebração de 12 anos de Train Simulator.

## Rotas
O pacote de base do jogo contém nove rotas.
- Oxford–Paddington (Reino Unido), estabelecida em 2006
- York–Newcastle (Reino Unido), estabelecida em 1978
- Bath–Templecombe (Reino Unido), estabelecida em 1955. Parte da S&D railway
- Barstow–San Bernardino (Estados Unidos), estabelecida em 2005
- Hedborough North (Ficcional), estabelecida em 1968
- Seebergbahn (Ficcional), estabelecida em 2009
- Castle Rock Railroad, (Ficcional), estabelecida em 2009
- Hagen–Siegen (Alemanha)
- TestTrak, baseado no Centro de Teste e Validação, em Wegberg-Wildenrath

## Locomotivas
O pacote de base contém 16 locomotivas dirigíveis e Unidades Múltiplas.
- LMS Stanier Class 5 4-6-0
- S&DJR 7F 2-8-0
- British Rail Class 55
- British Rail Class 47
- British Rail Class 37
- InterCity125 High Speed Train
- British Rail Class 166
- DBAG Class 101
- DB Class 294 Diesel Shunter
- DB Class V 200
- DRB Class 52
- DB Baureihe BR 143
- DB Class 151
- GE ES44-AC
- EMD SD40-2
- EMD F7 A & B

O jogo também vem com diversos veículos e vagões para carga e passageiros.

## Críticas
A análise do website Metacritic deu uma nota média de 70/100. A IGN citou o jogo como "decente" com uma nota de "7.0" dizendo que o jogo não traz novidades o suficiente para o gênero e que não satisfaz completamente nos gráficos.
Em 17 de Março de 2011, foi anunciado que o Railworks 2: Train Simulator ganhou o prêmio de "Melhor Simulador de 2010" pelos leitores do website GiN.